# Spur (cratère)
Pour les articles homonymes, voir Spur.
Ne doit pas être confondu avec Spurr (cratère).
Spur est un cratère d'impact sur la face visible de la Lune, dans la région d'Hadley–Apennine.
Les astronautes David Scott et James Irwin l'ont visité en 1971, lors de la mission Apollo 15, au cours de leur deuxième sortie extravéhiculaire afin d'étudier sa géologie.
Spur est situé sur le versant nord du mont Hadley Delta et à l'est du cratère beaucoup plus vaste de Saint-George et à environ cinq kilomètres au sud du site de l'alunissage d'Apollo 15.
Les astronautes y ont trouvé la Genesis Rock, un échantillon notable de roche lunaire (15415) ainsi que les échantillons 15445 et 15455 appelés brèches (« black and white breccias ») supposément formés par l'influence que peut avoir la Mer des Pluies sur cette zone de la Lune.
Le nom du cratère a été choisi par les astronautes, et a été officiellement adopté en 1973 par IAU.

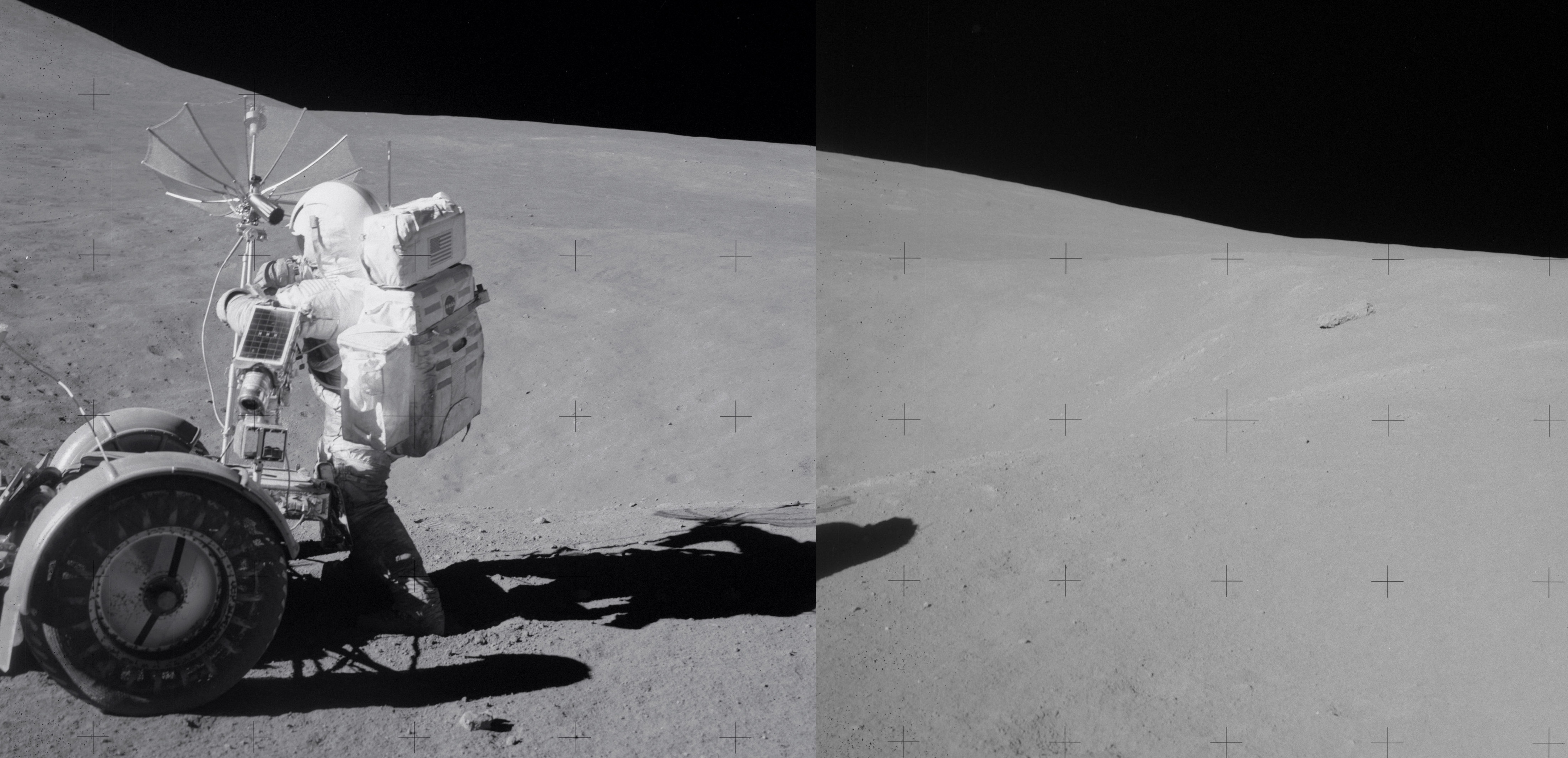
Spur en arrière-plan, avec l'astronaute David Scott près de son rover lunaire.

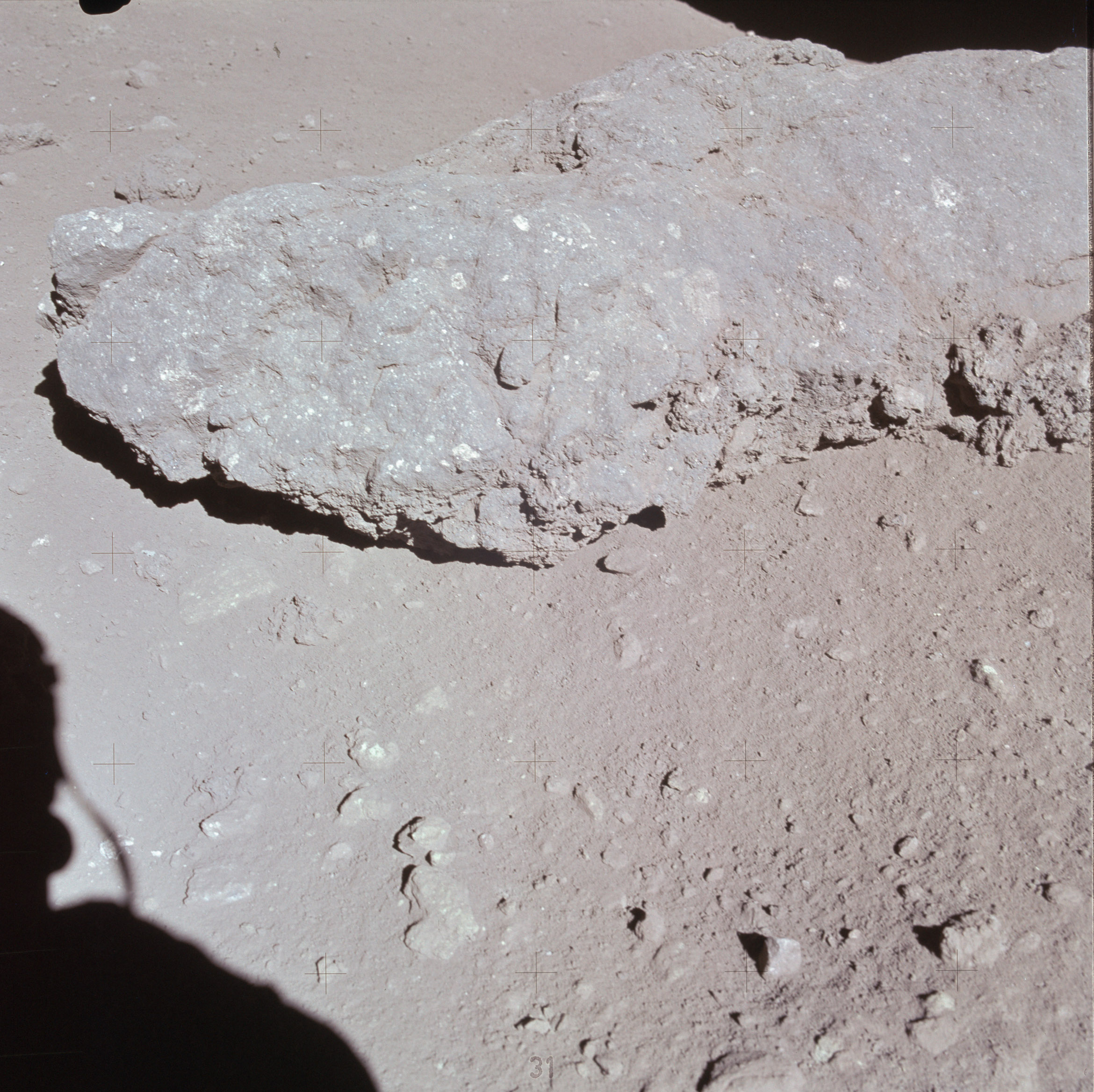
Un bloc de brèche de fusion d'impact photographié et échantillonné dans le cratère. L'échantillon 15445 est considéré comme un fragment du bloc.

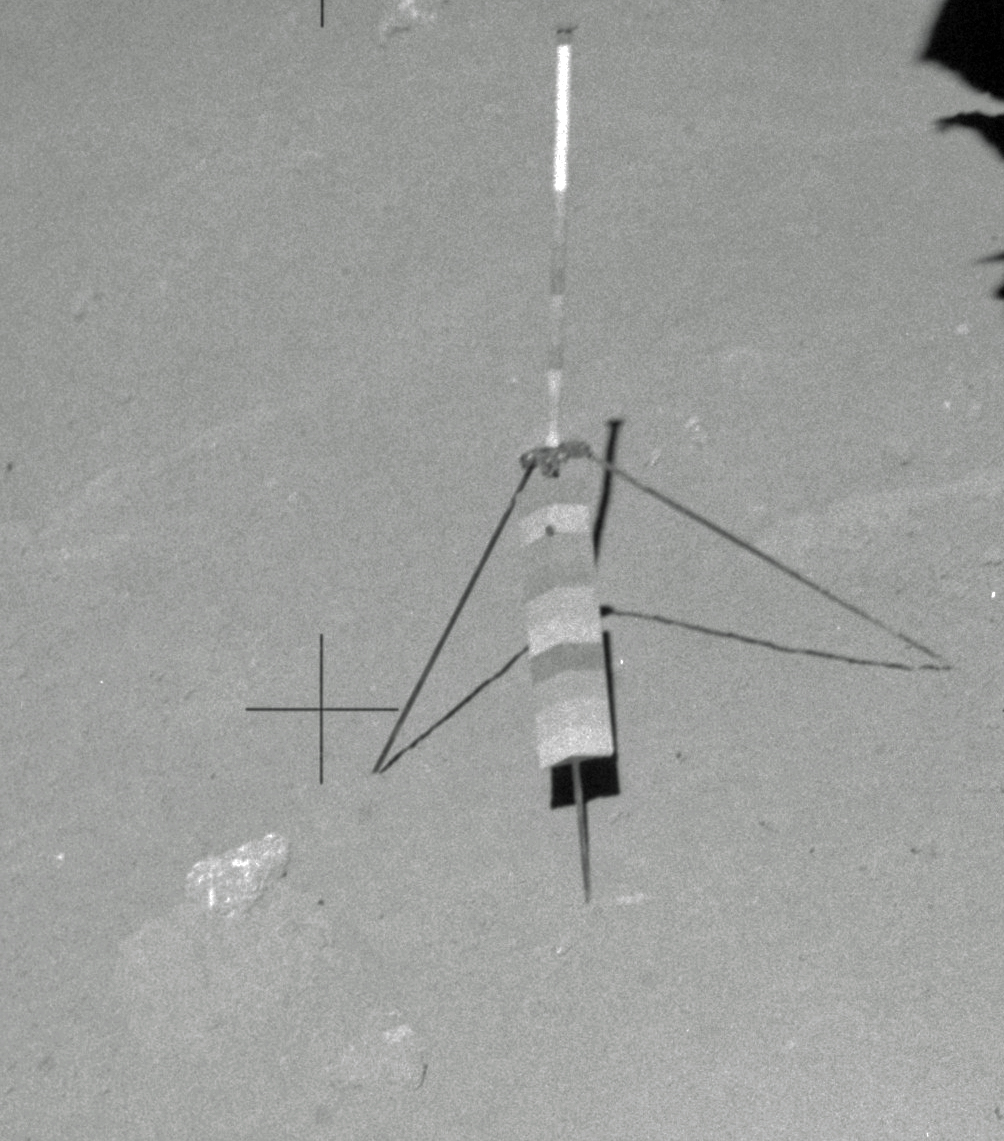
Genesis Rock dans son milieu naturel sur la surface lunaire avant l'échantillonnage

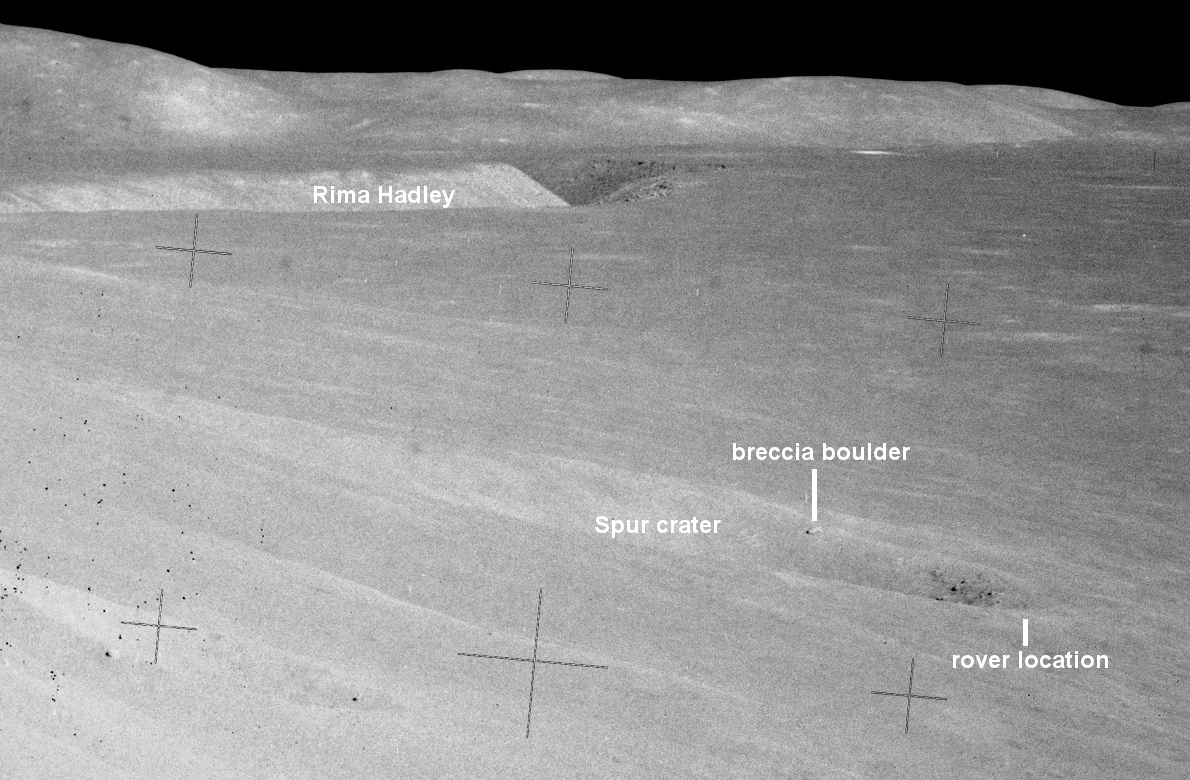
Vue de Spur depuis la station 6A, direction nord-ouest